# Salomon de Caus
Salomon de Caus (Dieppe, 1576-París, 1626) fue un ingeniero, arquitecto y paisajista francés de origen judío. A partir de diversos estudios sobre la condensación y expansión del vapor, fue considerado como un precursor de las aplicaciones de dicha fuente de potencia. Llegó a construir algunos autómatas en los que la expansión del vapor proporcionaba la energía necesaria para su movimiento. A raíz de la publicación de un libro suyo con dibujos de una bomba a vapor, parecida a la desarrollada por Giovanni Battista della Porta unos dieciséis años antes, François Arago le proclamó, erróneamente, el inventor de la máquina a vapor.
De Caus trabajó como ingeniero hidráulico y arquitecto para Luis XIII. De 1607 a 1613, también diseñó jardines en Inglaterra, entre los más relevantes que le fueron encargados por Ana de Dinamarca para Somerset House y el Greenwich Palace y, sobre todo, el Hortus Palatinus, el jardín del Palacio de Heidelberg, considerado en su día el jardín más bello de Europa.
Salomon de Caus fue el hermano mayor del también arquitecto Isaac de Caus (Dieppe, 1590-París, 1648).

## Publicaciones
- Hortvs Palatinvs: A Friderico Rege Boemiae Electore Palatino Heidelbergae Exstructus, Frankfurt, 1620
- La Perspective avec la raison des ombres et miroirs (1611)
- Les Raisons des forces mouvantes (1615)